# Apéndice unirrámeo

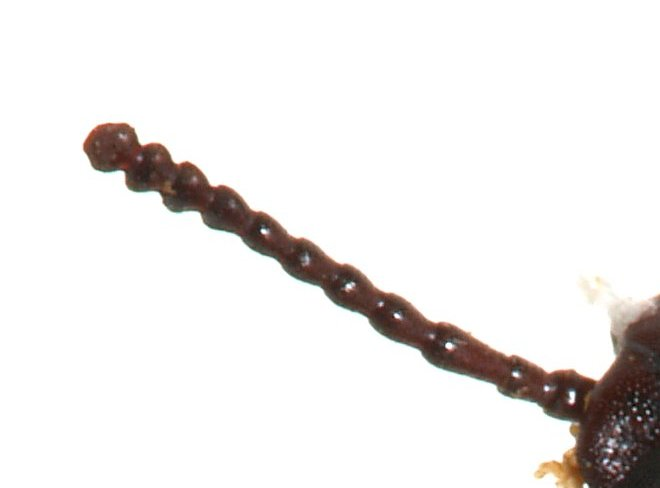
Antena unirrámea de un coleóptero de la familia de los Tenebrionidae.

En los artrópodos, los apéndices unirrámeos son aquellos apéndices provistos de un solo eje o rama.
La estructura básica ideal de los apéndices de los artrópodos consta de una parte basal o proximal, que sirve como punto de unión con el cuerpo, y una parte distal que, en principio, tiene función locomotora. 
Dependiendo de la morfología de dicha parte distal, se distinguen dos tipos morfológicos de apéndices, los apéndices unirrámeos, con un solo eje (típicos de los artrópodos terrestres, como los quelicerados, los miriápodos y los insectos), y los birrámeos, con dos ejes.

## Estructura de los apéndices unirrámeos
En los apéndices unirrámeos la zona proximal se denomina coxopodio o coxito, y la distal, telopodio o telopodito. Ambas están constituidas por un número variable de artejos. 
El coxopodio posee a menudo expansiones denominadas exitos, situadas en la parte externa, y enditos, localizadas en la parte interna. 
Los apéndices unirrámeos son típicos de los artrópodos terrestres, como los arácnidos, los miriápodos y los insectos.
No hay acuerdo sobre qué tipo de apéndice apareció primeiro en el curso de la evolución. Se barajaron las tres hipótesis posibles, es decir, que el modelo primitivo era unirrámeo, que el modelo primitivo era birrámeo, y que los apéndices unirrámeos y birrámeos se originaron de modo independiente.

### Otros artículos
- Apéndice (artrópodos)
- Apéndice birrámeo

- Datos: Q29018105